# Armoiries de la communauté de Madrid

Version officielle secondaire des armoiries, dite héraldique, utilisée uniquement à des fins protocolaires ou institutionnels.

Les armoiries de la communauté de Madrid ont été établies par l'article 2 de la Loi 2/1983, du 23 décembre qui décrit le drapeau, les armoiries et l'hymne de la communauté de Madrid. Cette loi décrit les armoiries de la façon suivante :
« d'un seul écartelé de gueules et sur lui, d'or, deux châteaux appareillés, crénelés, donjonnés, éclairés d'azur et maçonnés de sable, surmontés au chef de sept étoiles d'argent, placés quatre et trois. Au timbre, la couronne royale, fermée, qui est un cercle d'or serti de pierres précieuses, composée de huit fleurons de feuilles d’acanthe, uniquement cinq sont visibles, intercalés de perles et dont des diadèmes ajoutés de perles ressortent, qui convergent dans un monde d'azur, ayant le demi-méridien et l'équateur en or, ajouté d'une croix en or. La couronne, fourrée de gueules. »
La définition des armoiries a été menée à terme par le poète Santiago Amón, en suivant les dessins de José María Cruz Novillo, à la suite de la demande du premier président de la communauté de Madrid, Joaquín Leguina.

Version des armoiries utilisée officiellement, bien que simplifiée, conçue par José María Cruz Novillo. Celle qui figure en haut à droite serait la version des armoiries qui est plus fidèle aux normes de l'héraldique. Cette version, non pas abrogée et est tombée en désuétude.

Emblème officiel utilisé actuellement comme version simplifiée des armoiries.

Auparavant, la province de Madrid s'était intégrée à la Nouvelle-Castille, et de ce fait, la province utilisait les symboles historiques de la Castille et de la région dont elle faisait partie.

## Signification
Les deux châteaux-forts représentent le lien entre la province de Madrid et la Castille, et sa place au centre des "deux Castilles". Les sept étoiles ont été empruntées aux armoiries de la ville de Madrid, et font référence à la constellation de la Grande Ourse.
La Loi 2/1983 du 23 décembre exprime la signification de la façon suivante :
« "(...) Les châteaux d'or sur les gueules du blason, recueillent aussi le plus caractéristique des symboles castillans. Les deux communautés limitrophes les portent en tant qu’emblèmes. Le fait d'être appareillés symbolise la prétention de la communauté de Madrid d'être le lien entre les deux Castilles, en fondant le symbole fondamental de l'une et de l'autre, tout en soulignant la prétention de projeter sa propre complexion extensive jusqu'aux limites précis des cinq provinces qui l'entourent: Tolède, Guadalajara et Cuenca, apprenantes à la Castille-La Manche; Ségovie et Ávila, intégrantes de la Castille-León. »

## Armoiries de l'ancienne Députation Provinciale de Madrid

Armoiries de la province apparues dans le Journal officiel de la Province de Madrid, vers 1903.

Anciennes armoiries de la province de Madrid, jusqu'en 1983.

La Députation provinciale, était l'institution chargé du gouvernement de la province avant la création de la communauté de Madrid. Les armoiries étaient écartelées, comme dans d'autres armoiries provinciales, dont les écartelés se composaient des armoiries des chefs-lieux d'arrondissement de la province.
La province de Madrid a eu deux armoiries de ce type, le premier, adopté en 1872, était composé des armoiries communales d'Alcalá de Henares, de Navalcarnero, de San Lorenzo de El Escorial, de Colmenar Viejo, de Chinchón, de San Martin de Valdeiglesias, de Getafe, de Torrelaguna et des anciennes armoiries de la ville de Madrid.
À la suite du réaménagement des arrondissements (partis judiciaires) au XXe siècle, les écartelés des armoiries portaient les blasons des villes d'Alcalá de Henares, de Navalcarnero, de San Lorenzo de El Escorial, de Colmenar Viejo, d'Aranjuez et le blason simplifié (actuel) de Madrid. Ces armoiries ont été en vigueur jusqu'à la fin de la Députation provinciale, en 1983.